# Arthur Miller
Arthur Asher Miller (Nova Iorque, 17 de outubro de 1915 – Roxbury, 10 de fevereiro de 2005) foi um dramaturgo norte-americano, conhecido por ser o autor das peças Morte de um Caixeiro Viajante (Death of a Salesman) e The Crucible (pt - As Bruxas de Salem; br - As Feiticeiras de Salem), e por ter se casado com a atriz Marilyn Monroe. Morreu de insuficiência cardíaca crônica, aos 89 anos, em Roxbury, Connecticut.

## Biografia
Miller era filho de um casal de imigrantes judeus polacos: Isadore, um empresário têxtil, e Augusta, dona-de-casa. O casal teve ainda dois filhos, Kermit e Joan. A família vivia numa cobertura, em Manhattan, com vista sobre Central Park até ao momento em que Isadore ficou arruinado com a Grande Depressão.
Em 1936, a sua primeira peça (que não foi "Todos os meus filhos", como é dito em diversas fontes), Honors at Dawn, com a qual ganhou o Prémio Hopwood, foi encenada na Universidade de Michigan. Dois anos mais tarde, graduou-se nesta mesma universidade em jornalismo. Em 1940, Miller casou-se com a sua namorada, desde o colégio, Mary Slattery. Tiveram dois filhos, Jane e Robert. Esteve isento do serviço militar durante a Segunda Guerra Mundial devido a uma lesão que contraíra num jogo de futebol americano.
A sua peça, de 1949, Morte de um Caixeiro Viajante venceu o Prémio Pulitzer de Teatro e três Prêmios Tony, bem como o prémio do Círculo de Críticos de Teatro de Nova Iorque. Foi a primeira peça a conseguir os três simultaneamente. A sua peça seguinte, The Crucible ("As Bruxas de Salém" ou as "Feiticeiras de Salém", na versão brasileira), inaugurou-se na Broadway a 22 de janeiro de 1953. Em 1956 divorciou-se. Em junho do mesmo ano, compareceu perante a House Un-American Activities Committee ("Comité parlamentar das atividades antiamericanas"), depois de ter sido denunciado por Elia Kazan por ter participado em reuniões do Partido Comunista. No final desse mesmo mês (29 de junho), casou-se com Marilyn Monroe, que tinha conhecido oito anos antes, apresentado, exatamente, por Kazan.
Em 31 de maio de 1957, Miller foi considerado culpado de desobediência ao Congresso por recusar-se a revelar os nomes dos membros de um círculo literário suspeito de pertencer ao Partido Comunista. A sua condenação foi anulada pelo Tribunal Federal de Apelação (U.S. Court of Appeals) no dia 8 de agosto de 1958. No mesmo ano, publicou as suas peças na coletânea Collected Plays.
Divorcia-se de Marilyn a 24 de janeiro de 1961. Casa-se, um ano mais tarde, com Inge Morath, a 17 de fevereiro de 1962. Conheceram-se enquanto os fotógrafos da agência Magnum documentavam a realização do filme The Misfits ("Os Inadaptados" ou "Os Desajustados", na versão brasileira). Tiveram duas crianças, Rebecca Miller nascida em setembro de 1962 e Daniel. Rebecca casou-se com Daniel Day-Lewis em 1996. De acordo com o biógrafo Martin Gottfried, Daniel nasceu em novembro de 1966 com síndroma de Down. Miller pôs o filho à guarda de uma instituição em Roxbury, Connecticut, e nunca o visitou (ainda que a sua mulher o fizesse). Miller não fala de Daniel na sua autobiografia Timebends, de 1987.
Em 1985, Miller visitou a Turquia e foi homenageado na Embaixada Americana. Depois de o seu companheiro de viagem Harold Pinter ter sido expulso do país por discutir a tortura, Miller deixou o país em solidariedade para com o colega.
Inge Morath morreu a 30 de janeiro de 2002. A 1 de maio do mesmo ano, Miller venceu o prémio espanhol Príncipe Astúrias de Letras por ser, segundo os atribuidores do prémio "o mestre indiscutível do drama moderno". Entre os premiados anteriores encontravam-se, por exemplo, Doris Lessing, Günter Grass e Carlos Fuentes.
Em Dezembro de 2004, com 89 anos, anunciou que pretendia casar com uma artista de trinta e quatro anos chamada Agnes Barley com quem vivia desde 2002 na sua quinta em Roxbury. A 10 de fevereiro de 2005, Arthur Miller morre em casa de insuficiência cardíaca crónica (é também referido, nalgumas fontes, que sofria de cancro, tendo o seu estado de saúde piorado devido a uma pneumonia). Encontra-se sepultado no Cemitério Central de Roxbury, Roxbury, Connecticut nos Estados Unidos.

## Obras

### Peças de teatro
- Honors at Dawn (1936)
- The Man Who Had All the Luck (1944)
- All My Sons - (Todos eram meus filhos) (1947)
- Death of a Salesman - Morte de um Caixeiro Viajante (1949)
- The Crucible (1953)
- A Memory of Two Mondays (1955)
- A View from the Bridge (1955)[2]
- After the Fall (1964)
- Incidente em Vichy - no original Incident at Vichy (1965)
- The Price (1968)
- The Creation of the World and Other Business (1972)
- The Archbishop's Ceiling (1977)
- The American Clock (1981)
- Elegy For a Lady (1982)
- Some Kind of Love Story (1982)
- Danger: Memory!: Two Plays (I Can't Remember Anything e Clara) (1986)
- The Ride Down Mt. Morgan (1991)
- The Last Yankee (1993)
- Broken Glass (1994)
- Mr. Peters' Connections (1998)
- Resurrection Blues (2004)
- Finishing the Picture (2004)

### Guiões cinematográficos
- The Misfits 1961
- An Enemy of the People – adaptação da peça de Henrik Ibsen) (1966)
- O Protótipo (1983) (TV)
- Everybody Wins (1989)

### Outras obras
- (1945) Focus
- Situation Hopeless (but Not Serious)
- The Ryan Interview
- The Golden Years
- Fame
- The Reason Why
- Homely Girl, a Life: And Other Stories
- The Theater Essays of Arthur Miller
- Timebends: A Life